# Rada Narodowościowa
Rada Narodowościowa (kryptonimy Zgoda, 740) - jednostka administracyjna Delegatury Rządu na Kraj, zajmująca się problematyką stosunków pomiędzy państwem polskim a mniejszościami narodowymi (głównie Ukraińcami i Białorusinami).
Została utworzona w drugiej połowie 1943, pod przewodnictwem zastępcy Delegata Rządu na Kraj - Adama Bienia Bronowskiego. W skład Rady wchodzili również: Jerzy Braun, Stanisław Piotrowski, Stanisław Zieliński, płk Jan Rzepecki, Jan Jacek Nikisch oraz Glański.
Z powodu sprzeciwów Stronnictwa Narodowego, Rada nie osiągnęła żadnego, realistycznego postępu, co przekreśliło szanse na kompromis z Ukraińcami i Białorusinami (zobacz także deklaracja O co walczy Naród Polski)?

## Literatura
- Stanisław Salmonowicz, Polskie Państwo Podziemne, Wydawnictwa Szkolne i Pedagogiczne, Warszawa, 1994, str.55-56
- Tomasz Strzembosz - "Rzeczpospolita podziemna", Warszawa 2000, ISBN 83-86117-49-4